# Начетвъртена хиперкубична пита
В геометрия, начетвъртената хиперкубична пита (или четвърткубична пита) е безкрайна поредица пити, основани на хиперкубичната пита. Даден е символ на Шлефли q{4,3...3,4}, представляващ правилната форма с четвъртина върхове, които са премахнати и побират симетрията на групата на Коксетер {\displaystyle {\tilde {D}}_{n-1}} за n ≥ 5, и {\displaystyle {\tilde {D}}_{4}} = {\displaystyle {\tilde {A}}_{4}}.
| qδn | Име                                  | Символ на Шлефли | Диаграма на Коксетер | Фасети  | Фасети    | Фасети                           | Връхна фигура                   |  |
| --- | ------------------------------------ | ---------------- | -------------------- | ------- | --------- | -------------------------------- | ------------------------------- |  |
| qδ4 | начетвъртена кубична пита            | q{4,3,4}         |                      | {3,3}   | t0,1{3,3} |                                  | удължена триъгълна антипризма   |  |
| qδ5 | начетвъртена тесерактична четирипита | q{4,32,4}        | =                    | h{4,32} | t1{4,32}  |                                  | осмостенна призма               |  |
| qδ6 | начетвъртена пентерактична петопита  | q{4,33,4}        |                      | h{4,33} | t0,3(121) |                                  | осечена петоклетъчна антипризма |  |
| qδ7 | начетвъртена хексерактична шестопита | q{4,34,4}        |                      | h{4,34} | t0,4(131) | {3,3}×{3,3}                      |                                 |  |
| qδ8 | начетвъртена хептерактична седмопита | q{4,35,4}        |                      | h{4,35} | t0,5(141) | {3,3}×{3,31,1}                   |                                 |  |
| qδ9 | начетвъртена октерактична осмопита   | q{4,36,4}        |                      | h{4,36} | t0,6(151) | {3,3}×{3,32,1} {3,31,1}×{3,31,1} |                                 |  |
|     |                                      |                  |                      |         |           |                                  |                                 |  |
| qδn | начетвъртена n-кубична пита          | q{4,3n-3,4}      | ...                  | ...     | ...       |                                  |                                 |  |